# Pterygota augouardii
Pterygota augouardii är en malvaväxtart som beskrevs av François Pellegrin. Pterygota augouardii ingår i släktet Pterygota och familjen malvaväxter. Inga underarter finns listade i Catalogue of Life.